# Elisha Hughes
Elisha Hughes (nascido em 20 de janeiro de 1959) é um ex-ciclista olímpico antiguano. Hughes representou sua nação nos Jogos Olímpicos de Verão de 1984, em Los Angeles, no evento corrida por pontos.